# Hans-Joachim Stief
Hans-Joachim Stief (* 26. Mai 1926 in Hirschberg, Schlesien; † 1. April 2015) war ein deutscher Politiker (SPD) und Mitglied des Niedersächsischen Landtages.

## Leben
Nach der Volksschule absolvierte Joachim Stief eine handwerkliche Ausbildung als Schneider. Im Anschluss wurde er zum Wehrdienst einberufen. Nach Ende des Zweiten Weltkrieges engagierte er sich zunächst in der Jugendarbeit und Bildungsarbeit. Später arbeitete er wieder im Umfeld seines erlernten Berufes in der Bekleidungsindustrie. Er wurde Vorsitzender des Betriebsrates und war Mitglied der Gewerkschaft Textil-Bekleidung.
In Wolfenbüttel wurde er im Jahr 1956 Kreisvorstandsmitglied der SPD. Von 1958 bis 1972 übernahm er die Geschäftsführung der SPD Salzgitter und im SPD-Bezirk Braunschweig. Er wurde 1962 Mitglied des niedersächsischen Landesausschusses und führte ab 1972 dessen Geschäfte. Zudem war er in den Jahren 1968 bis 1972 Mitglied des Rates der Stadt Salzgitter. Vom 21. Juni 1970 bis zum 20. Juni 1986 (7. bis 10. Wahlperiode) war er Mitglied des Niedersächsischen Landtages. 
Er war verheiratet mit Gerda Stief geb. Pohl (1927–2012) und hatte drei Kinder, darunter Karin Stief-Kreihe, die mit Unterbrechung von 1995 bis 2013 Mitglied des Niedersächsischen Landtages war und der SPD-Fraktion angehörte.